# Glucosestroop

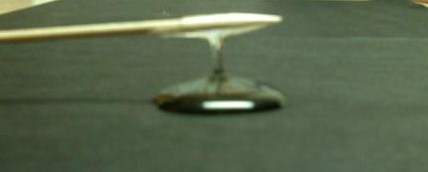
Glucosestroop

Glucosestroop is een mengsel van glucose, maltose, maltotriose en hogere glucoseoligomeren. Dit mengsel wordt toegepast in de vorm van gesproeidroogd droog poeder of in de vorm van een viskeuze oplossing in water. Glucose lost op in (koud) water.
Glucosestroop wordt in de levensmiddelenindustrie gebruikt om de textuur van het product zachter te maken, om het volume te vergroten en om het kristalliseren van suiker te voorkomen. Glucosestroop is minder zoet dan suiker of fructose. Glucosestroop wordt gebruikt in snoep en frisdrank, in consumptie-ijs, om bier te brouwen en voor fermentatie. Door verdere enzymatische bewerking (isomerase), maakt de zetmeelindustrie van glucosestroop glucose-fructosestroop met zeer hoge zoetkracht.
Glucosestroop wordt bereid door hydrolyse van zetmeel, in Europa is dat meestal op basis van tarwezetmeel. Deze hydrolyse wordt nu enzymatisch uitgevoerd met amylase, in het verleden gebruikte de zetmeelindustrie een sterk zuur. De iets minder ver afgebroken variant met dus een lagere dextrose equivalent heeft een zwakke tot zeer zwak zoete smaak. Deze iets grotere koolhydraten noemt men een maltodextrine. In 19e en 20e eeuw werd in Nederland veel glucosestroop vervaardigd uit aardappelzetmeel, de zogenoemde aardappelstroop.
Het converteren van zetmeel in stroop door het koken in verdund zuur (de beste resultaten behaalde hij met zwavelzuur) is uitgevonden door Duitse chemicus Gottlieb Kirchhoff in 1811. Het is de eerst beschreven katalytische reactie.